# 吕菲涅
吕菲涅（法語：Ruffigné，法語發音：[ʁyfiɲe] ⓘ）是法国大西洋卢瓦尔省的一个市镇，属于沙托布里扬-昂斯尼区。

## 地理
吕菲涅（47°45'25"N, 1°29'37"W）面积33.63 平方千米，位于法国卢瓦尔河地区大区大西洋卢瓦尔省，该省份为法国西北部沿海省份，位于布列塔尼半岛东南部，北起伊勒-维莱讷省，西北接莫尔比昂省，西临大西洋，南至旺代省，东临曼恩-卢瓦尔省。
与吕菲涅接壤的市镇（或旧市镇、城区）包括：泰耶、拉梅地区埃尔塞、圣叙尔皮斯德朗德、鲁热、圣欧班德沙托、锡永莱米讷。

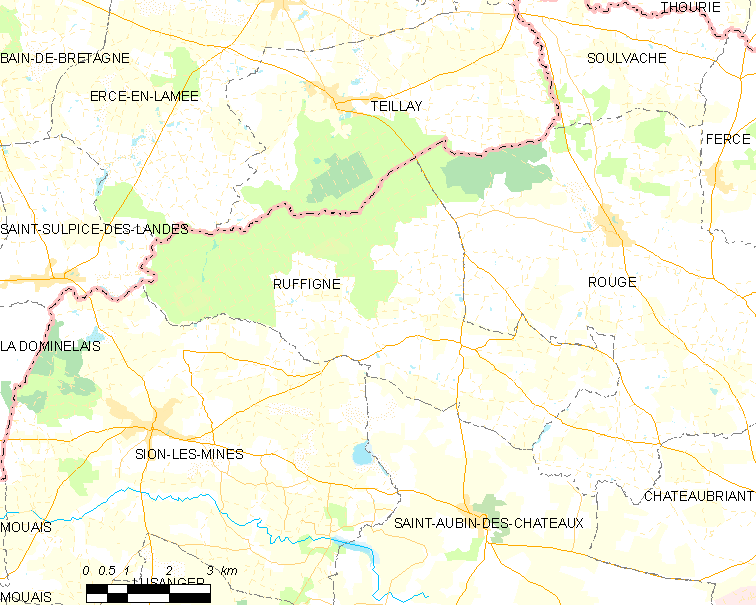
吕菲涅的OSM定位图

吕菲涅的时区为UTC+01:00、UTC+02:00（夏令时）。

## 行政
吕菲涅的邮政编码为44660，INSEE市镇编码为44148。

## 政治
吕菲涅所属的省级选区为沙托布里扬县。

## 人口

1962-2008年间吕菲涅人口变化图示

吕菲涅于2022年1月1日时的人口数量为705人。